# Prionostemma martiniquem
Prionostemma martiniquem is een hooiwagen uit de familie Sclerosomatidae.